# Narycia plana
Narycia plana är en fjärilsart som beskrevs av Edward Meyrick 1919. Narycia plana ingår i släktet Narycia och familjen säckspinnare. Inga underarter finns listade i Catalogue of Life.